# Seriphidium cinum
Seriphidium cinum là một loài thực vật có hoa trong họ Cúc. Loài này được (Berg ex Poljakov) Poljakov miêu tả khoa học đầu tiên năm 1961.